# Аксель Горнунґ
Аксель Горнунґ (нім. Axel Hornung; нар. 1 січня 1966) — колишній західнонімецький тенісист.
Найвищу одиночну позицію світового рейтингу — 422 місце досяг 30 березня 1987, парну — 125 місце — 20 липня 1987 року.

## Титули ATP Челленджер

### Парний розряд: (1)
| Ранг | Дата     | Турнір                                            | Покриття | Партнер          | Суперники                   | Рахунок  |
| ---- | -------- | ------------------------------------------------- | -------- | ---------------- | --------------------------- | -------- |
| 1.   | Тра 1987 | Montabaur Challenger Монтабаур, Західна Німеччина | Ґрунт    | Крістіан Сакіану | Хорхе Лосано Агустін Морено | 6–3, 6–4 |